# Deilephila
Deilephila este un gen de molii din familia Sphingidae.

## Specii
- Deilephila elpenor
- Deilephila porcellus
- Deilephila rivularis
- Deilephila nerii
- Deilephila askoldensis